# Гленко (Минесота)
Гленко (енгл. Glencoe) град је у америчкој савезној држави Минесота.

## Демографија
По попису из 2010. године број становника је 5.631, што је 178 (3,3%) становника више него 2000. године.
| Група             | 2000.         | 2010.         |
| Белци             | 4.672 (85,7%) | 4.663 (82,8%) |
| Афроамериканци    | 9 (0,2%)      | 33 (0,6%)     |
| Азијати           | 31 (0,6%)     | 45 (0,8%)     |
| Хиспаноамериканци | 707 (13,0%)   | 834 (14,8%)   |
| Укупно            | 5.453         | 5.631         |